# 中國醫藥大學附設醫院
中國醫藥大學附設醫院（簡稱中國附醫），係中國醫藥大學的附屬醫院，位於臺灣臺中市北區，為臺中市三所醫學中心之一。下轄豐原分院、臺中東區分院、臺北分院、中科員工診所、台中監獄附設培德醫院；與中國醫藥大學北港附設醫院、中國醫藥大學新竹附設醫院、中國醫藥大學兒童醫院、臺南市立安南醫院（中國醫藥大學BOT案）共同組成醫療體系，未來將有臺中市立老人復健綜合醫院（中國醫藥大學BOT案）加入。

## 歷史
- 1980年，中國醫藥學院附設醫院成立，第一醫療大樓落成啟用。
- 1981年，經教育部評鑑為三級教學醫院。
- 1983年，經教育部評鑑為準二級教學醫院。
- 1986年，第二醫療大樓落成啟用（現今兒童醫院），住院容量為779床。
- 1988年，評鑑通過為區域教學醫院。
- 1990年，護士大樓完工啟用（現今護士宿舍）。
- 1995年，第三醫療大樓整修後啟用（已拆除，原址改建為現今立夫醫療大樓），住院容量為883床。
- 1997年，美德醫療大樓啟用、急診大樓啟用（與第一醫療大樓相連），住院容量為1033床、評鑑結果晉升為準醫學中心。
- 1999年，立夫醫療大樓啟用，住院容量為1482床。
- 2000年，總院評鑑為醫學中心。
- 2002年，復健醫療大樓啟用、承辦台中監獄醫療專區。
- 2003年，中國醫藥學院改制大學更名為中國醫藥大學附設醫院、台中監獄附設培德醫院正式營運。
- 2004年，開辦及經營全家醫院（現今東區分院）。
- 2005年，OT案的中科員工診所啟用。
- 2007年11月16日，癌症中心大樓及急重症中心大樓啟用，住院容量為2111床。
- 2008年，急重症中心大樓取得民用航空停機坪許可、台北分院啟用。新制醫院評鑑獲評特優醫院及新制教學醫院評鑑獲評為優等醫院。
- 2009年，檢驗醫學部通過美國病理學會實驗室（CAP-LAP）認證。10月20日，引進台灣第一台640切斷層掃描儀。獲評為重度級急救責任醫院。經營陽光精神科醫院。
- 2012年，通過高齡友善醫院認證。
- 2013年，BOT案的臺南市立安南醫院啟用營運。
- 2017年9月5日，中國附醫負責的南投信義鄉雙龍部落日托中心揭牌。
- 2018年12月15日，中國醫藥大學新竹附設醫院啟用。
- 2019年11月7日，中國醫藥大學附設醫院與微軟進行LOI交換。
- 2020年1月1日，通過「穆斯林友善環境認證」。
- 2022年1月，取得「臺中市立老人復健綜合醫院」BOT經營權，預計2025年完工啟用。

## 歷任首長
董事長
| 任次 | 姓名   | 就職時間      | 卸任時間     |
| ---- | ------ | ------------- | ------------ |
| 1    | 陳立夫 | 1975年        | 2001年2月8日 |
| 2    | 蔡長海 | 2001年3月18日 | 現任         |

院長
| 任次 | 姓名   | 就職時間      | 卸任時間      |
| ---- | ------ | ------------- | ------------- |
| 1    | 王廷輔 | 1978年4月5日  | 1995年7月1日  |
| 2    | 蔡長海 | 1995年7月1日  | 2001年3月18日 |
| 3    | 林正介 | 2001年3月18日 | 2009年8月1日  |
| 4    | 周德陽 | 2009年8月1日  | 現任          |

## 總院

### 醫療大樓
主要分為八棟醫療大樓、一棟立體停車場，病床共有2,202張。
- 第一醫療大樓
- 兒童醫療大樓
- 立夫醫療大樓
- 美德醫療大樓
- 復建醫療大樓
- 癌症中心大樓
- 急重症中心大樓：頂樓設有「中國醫藥大學附設醫院五權院區直昇機飛行場」為醫療用圓形停機坪可供直昇機運送傷患。
- 眼耳鼻喉科醫療中心大樓

### 醫療部門
- 內科系統
  - 內科部
    - 一般內科
      - 心臟血管系
      - 胸腔暨重症系
      - 消化系
      - 腎臟系
      - 風濕免疫系
      - 內分泌暨新陳代謝系
      - 血液腫瘤科
      - 感染科

  - 相關部門
    - 神經部
    - 精神醫學部
    - 家庭醫學科
    - 職業醫學科
    - 高齡醫學科

- 外科系統
  - 外科部
    - 一般外科
      - 心臟血管外科
      - 胸腔外科
      - 乳房外科
      - 大腸直腸外科
      - 減重外科
      - 整形外科
      - 急症外科

  - 相關部門
    - 眼科醫學中心
    - 牙醫部
    - 皮膚科
    - 骨科部
    - 耳鼻喉科部
    - 泌尿部
    - 神經外科部
    - 急診部
    - 麻醉部

- 婦兒系統
  - 兒童醫院
    - 兒童醫院

  - 婦產部
    - 婦產部
    - 婦科
    - 產科
    - 生殖醫學中心

- 中醫系統部門
  - 中醫部
    - 中醫內科
    - 中醫傷科
    - 中醫針灸科
    - 中醫婦科
    - 中醫兒科
    - 中西醫結合科
    - 中醫診斷科

- 整合醫療中心
  - 國際醫療中心
    - 癌症中心
    - 腦中風中心
    - 器官移植中心
    - 急症暨外傷中心
    - 腎臟醫學中心
    - 心臟血管中心
    - 風濕免疫中心
    - 脊椎中心
    - 健康醫學中心
    - 重症醫學中心
    - 國際代謝形體醫學中心
    - 口腔醫療中心
    - 高危險疑難妊娠及母胎醫學中心
    - 消化醫學中心
    - 細胞治療中心
    - 人工關節中心
    - 眼科醫學中心
    - 全方位聽覺健康中心

- 整合研究中心
  - 中醫藥研究發展中心
    - 多維列印醫學研究及轉譯中心
    - 分子醫學中心
    - 生醫科技研發中心
    - 臨床試驗中心
    - 臨床免疫中心
    - 分子與基因體流行學研究中心
    - 轉譯醫學研究中心
    - 個人化研究醫學中心
    - 成癮醫學研究中心
    - 受試者保護中心
    - 大數據中心
    - 醫療智慧中心
    - 智慧醫療科技創新中心
    - 精準醫學中心

### 醫療規模
位於臺中的中國醫藥大學附設醫院創立於1980年，現有7棟醫療大樓、2,202張病床、約6,412名員工，每月門診約19萬人次、急診約1萬4,000人次、住院約7,600人次、手術約5,100人次。中國醫藥大學醫療體系，目前有中國醫藥大學附設醫院、兒童醫院、北港附設醫院、臺南市立安南醫院、新竹附設醫院等，共五家體系院所，以及多家支援合作機構。

## 分院及醫療體系
本處僅列出中國醫藥大學直接相關之機構，與該校合作但非直接經營之醫療院所、分院下轄之門診部不列於此處。

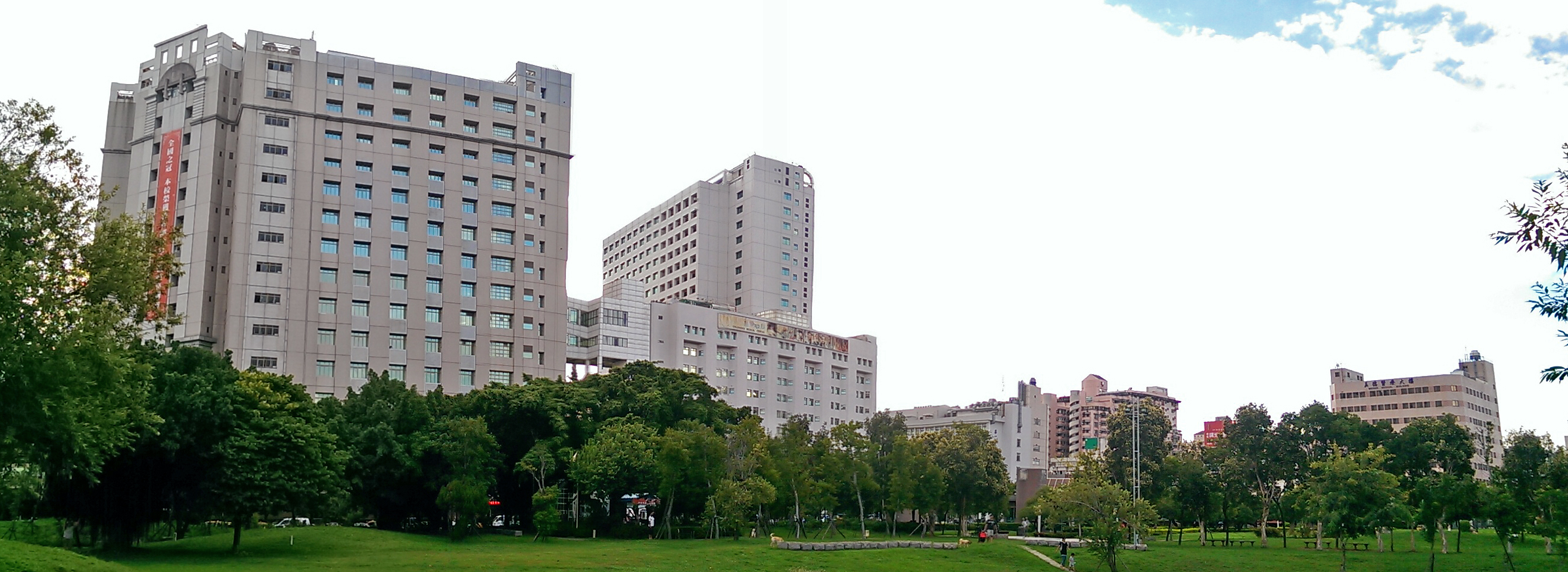
從中正公園望向中國醫藥大學附設醫院，左起為復健醫療、兒童醫療、立夫醫療、第一醫療、美德醫療大樓

### 分院
- 台中東區分院：地址臺中市東區自由路三段296號原全家醫院，2008年更名。
- 豐原分院：地址臺中市豐原區中正路199號，原豐原英醫院，2008年更名。
- 臺北分院：地址臺北市內湖區內湖路二段360號，原為國泰醫院內湖分院，因為租約到期，改由中國醫藥大學接手[1]，於2008年10月28日正式營運。主要定位為社區醫療照護，設有一般門診、住院、健檢中心、洗腎中心，提供外診。衛生署評鑑地區醫院優等。2017年3月1日起關閉急診室，並退出台北市急救責任醫院。

### 醫療體系
- 惠和醫院：地址南投縣草屯鎮平等街140號，原惠和醫院，2007年更名為中國醫藥大學附設醫院-草屯分院。2021年8月又再更名為惠和醫院。
- 兒童醫院：地址臺中市北區學士路95號，緊鄰總院，於2014年10月1日正式揭幕。
- 中科員工診所：地址臺中市大雅區中科路6-6號1樓（中科管理局一樓），於2006年5月正式營運。
- 中國醫藥大學北港附設醫院：地址雲林縣北港鎮新街里新德路123號，又稱媽祖醫院，原為北港朝天宮籌資興建但未完工之媽祖醫院，後由中國附醫接手，1985年11月28日正式成立運作，並於2008年起正式升格為區域教學醫院，共設急性病床300床、特殊病床129床（包含加護病房及呼吸照護病房），並提供護理之家的服務。1999年10月，中國醫藥大學北港與台中兩附設醫院合併營運，為同屬中國醫療體系之北港院所。
- 中國醫藥大學新竹附設醫院：地址新竹縣竹北市興隆路一段199號，於2018年12月15日開業，急診、門診同月17日正式運作。
- 臺南市立安南醫院（委託興建經營）：地址臺南市安南區州南里長和路二段66號，於2013年2月2日正式營運。為南台灣第一座醫療建設BOT，由臺南市政府委由中國醫藥大學興建經營，以急重症為發展重點。
- 臺中監獄附設培德醫院（委託經營）：地址臺中市南屯區培德路9號（臺中監獄行政大樓一樓），於2002年4月委由中國附醫經營，就醫對象僅限臺中監獄收容人，未對外營業。
- 臺中市立老人復健綜合醫院（委託興建經營）：地址臺中市北屯區太原路三段1141號，原址為1991年臺中市政府委託的弘光科技大學附設老人醫院，2021年合約結束後市府收回拆除，2022年1月中國醫藥大學附設醫院取得臺中市立老人復健綜合醫院BOT經營權，預計2025年完工啟用。

### 腳註
1. ↑  陳映竹. . 2008-07-15.

### 文獻
- 黃凱西. . 大紀元時報. 2007年11月16日  [2020年5月16日]. （原始内容存档于2020年4月15日） （中文（臺灣））.
- 廖雪茹. . 自由時報. 2016年2月7日  [2020年5月16日]. （原始内容存档于2020年8月6日） （中文（臺灣））.

## 外部連結
- 官方网站